# Friedensrede vom 17. Mai 1933
Reichskanzler Adolf Hitler hielt am 17. Mai 1933 im Deutschen Reichstag (in der Krolloper) eine ca. einstündige Rede, die wegen ihres scheinbar versöhnlichen Tones als Friedensrede bezeichnet wird. Er setzte darin praktisch um, was er in seinem Offenen Brief vom 16. Oktober 1932 an seinen Vorgänger von Papen dargelegt hatte – eine Strategie der „Nachrüstung“: Deutschland solle von Frankreich und anderen Abrüstung fordern und deren Ablehnung als Begründung für eine Nachrüstung nehmen. In der historischen Forschung besteht die einhellige Auffassung, dass Hitler hier die Öffentlichkeit über seine politischen Pläne täuschte; die Rede war tatsächlich sein erster Schritt zum Krieg.

## Geschichte

### Hintergrund
Der Hintergrund lag in der deutschen Position vor dem Völkerbund, speziell in der Genfer Abrüstungskonferenz. Nachdem Ende 1932 die Verhandlungen kurz vor der Aufhebung zahlreicher Einschränkungen auf der Basis einer Gleichberechtigung für Deutschland gestanden hatten, war mit Hitlers Machtantritt der Wille der ehemaligen Alliierten zu Konzessionen deutlich geschwunden. Markant dafür war die „Gründonnerstagdebatte“ am 13. April im britischen Unterhaus. Der ehemalige britische Außenminister Austen Chamberlain hielt es angesichts der Vorgänge in Deutschland für inopportun, weiter über eine Revision des Versailler Vertrages nachzudenken. Außenpolitisch stand das Deutsche Reich völlig isoliert da. Eine gewisse Bewegung brachte nur Japan in das internationale System, als es nach den angedrohten Sanktionen wegen der japanischen Aggression in der Mandschurei 1931/32 am 27. März 1933 den Austritt aus dem Völkerbund ankündigte. Damit war eine Krise des Prinzips kollektiver Sicherheit eingeleitet, die der deutschen Außenpolitik eine Gelegenheit bot. Die deutsche Position war insofern günstig, als der Völkerbund sich in zunehmender Auflösung befand und Hitlers Anspruch, den Bolschewismus abzuwehren, vor dem Eindruck des stalinschen Terrors in Westeuropa Anklang fand. Trotzdem verlängerte Hitler am 5. Mai 1933 nach langem Zögern seiner Vorgänger endlich den Berliner Vertrag mit der Sowjetunion um drei Jahre, womit neue Unsicherheiten wegen einer auszubauenden deutsch-russischen Kooperation geschaffen wurden.
Außenminister Konstantin von Neurath besaß wie der Staatssekretär Bernhard von Bülow das Vertrauen Hindenburgs und schützte die traditionsorientierten Diplomaten und Fachbeamten vor Eingriffen Hitlers. Neurath wollte im Mai 1933 durch einen selbstbewussteren Ton die Forderung nach Gleichberechtigung und deutscher Aufrüstung in Genf nachdrücklicher vertreten, um ein Zeichen für einen Kurswechsel zu geben. Dazu hätte ein demonstrativer Auszug aus den Genfer Verhandlungen gehören können und gab es auch Absprachen mit der Reichswehrführung um Minister Werner von Blomberg. Hitler hatte bereits früh im Geheimen einen Kurs der Aufrüstung und Eroberung neuen Lebensraums mit „rücksichtsloser Germanisierung“ (Liebmann-Aufzeichnung am 3. Februar 1933) angekündigt, doch sah er eine wenigstens vier Jahre lange Phase der inneren Konsolidierung für den NS-Staat („Stillhalten“) als notwendig an. Nach der Zerschlagung erst der Linksparteien und dann der Gewerkschaften am 2. Mai 1933 war zudem offen, ob die deutsche Gesellschaft gegen eine weitere „Gleichschaltung“ noch Widerstand leisten würde. Der im März gewählte Reichstag war überhaupt erst zum dritten (und zum letzten) Mal für den 17. Mai einberufen worden. Den unmittelbaren Anlass dazu bot der Völkerbundsbeschluss vom 11. Mai, nach dem auf französischen Einfluss hin in Zukunft die deutschen milizähnlichen Verbände wie die SA, SS und Stahlhelm bei der Berechnung der militärischen Stärke eingerechnet werden und eine Wehrpflicht verboten bleiben sollte. Deren Wiedereinführung als Basis künftiger militärischer Stärke hatte Hitler aber für die Reichswehr geplant.

### Inhalt und Einordnung der Rede
In dieser außen- wie innenpolitisch schwierigen Lage hielt Reichskanzler Hitler seine erste große außenpolitische Rede am 17. Mai 1933. Mit der vom Rundfunk übertragenen Ansprache wollte er in der Tradition der gemäßigten Weimarer Außenpolitik seit Gustav Stresemann den grundsätzlich friedfertigen Charakter der deutschen Ziele hervorkehren, um weitere Konzessionen zu erhalten. Anderenfalls ließe sich nach einer Zurückweisung ein Austritt aus dem Völkerbund vor den Augen der Welt besser rechtfertigen. Zu diesem Zeitpunkt war Hitler im Auftreten noch defensiver als das Außenministerium. Im Vorfeld stimmte er sich sogar mit dem ehemaligen Reichskanzler Brüning in einem persönlichen Treffen darüber ab. Eine zufällige weitere Chance spielte ihm der neue US-Präsident Roosevelt in seiner Botschaft an 54 Staatsoberhäupter am 16. Mai zu, in der er einen allgemeinen Verzicht auf Angriffswaffen vorschlug. Über Flugzeuge oder Panzer verfügte Deutschland offiziell gar nicht (nur streng geheime Vorbereitungen liefen bereits seit den 1920er Jahren intern und im Bund mit der Sowjetunion). Daher konnte Hitler die Idee rhetorisch übernehmen, die bei den anderen Mächten ohnehin scheitern würde.
Hitler begann mit den Mängeln des Friedensvertrages und den ungelösten politischen und wirtschaftlichen Folgeproblemen bis zur Massenarbeitslosigkeit. Dabei unterstrich er wie seine Vorgänger die falsche Konstruktion der Friedensordnung von Versailles, aber auch den deutschen Willen zur „selbstmörderisch treuen“ Vertragserfüllung. Doch sei die Behandlung des besiegten Deutschlands als zweitklassige Macht auf Dauer unhaltbar. Angeblich sei es Hitler und seiner „Revolution“ nur um die Abwehr des Kommunismus und den Rückgewinn sozialer und staatlicher Wohlfahrt gegangen. Er sprach vom „Wahnsinn“ eines neuen Krieges sowie respektvoll von den deutschen Nachbarn Frankreich und Polen und verlangte die angemessene Gleichbehandlung, wie sie anderen Nationen zugestanden worden sei. Die Einbeziehung der nationalen Wehrverbände sei dagegen wegen deren fehlender militärischer Ausbildung völlig verfehlt. Ihnen stellte er das französische Potenzial der „farbigen Streitkräfte“ in den Kolonien gegenüber, die jederzeit zur Verfügung ständen, ohne angerechnet zu werden. Hitler bot ausdrücklich in Übereinstimmung mit Roosevelt weitere deutsche Abrüstungen wie den Verzicht auf Angriffswaffen an, die in Deutschland ohnehin bereits verboten seien. Zentrale Begriffe aus den Konzepten Wilsons wie Selbstbestimmung, Gleichberechtigung oder Formulierungen wie „den Frieden der Welt zu sichern“ erzeugten den Eindruck eines friedensorientierten gemäßigten Staatsmannes, der nur verlangte, was viele im In- und Ausland für recht und billig hielten. Nur schwach deutete Hitler die Alternative eines Austrittes aus dem Völkerbund an, wenn das leidende deutsche Volk – Hitler führte 224.000 Selbstmörder seit der Unterzeichnung 1919 als Beleg an – weiter diffamiert bleibe.

### Zitate
„Wenn ich in diesem Augenblick bewußt als deutscher Nationalsozialist spreche, so möchte ich namens der nationalen Regierung und der gesamten Nationalerhebung bekunden, daß gerade uns in diesem jungen Deutschland das tiefste Verständnis beseelt für die gleichen Gefühle und Gesinnungen sowie für die begründeten Lebensansprüche der anderen Völker. Die Generation dieses jungen Deutschlands, die in ihrem bisherigen Leben nur die Not, das Elend und den Jammer des eigenen Volkes kennen lernte, hat zu sehr unter dem Wahnsinn gelitten, als daß sie beabsichtigen könnte, das gleiche anderen zuzufügen.“

„Wir kennen daher auch nicht den Begriff des Germanisierens. Die geistige Mentalität des vergangenen Jahrhunderts, aus der heraus man glaubte, vielleicht aus Polen und Franzosen Deutsche machen zu können, ist uns genau so fremd, wie wir uns leidenschaftlich gegen jeden umgekehrten Versuch wenden. Wir sehen die europäischen Nationen um uns als gegebene Tatsache. Franzosen, Polen, usw. sind unsere Nachbarvölker, und wir wissen, daß kein geschichtlich denkbarer Vorgang diese Wirklichkeit ändern könnte.“

„Diese Forderungen bedeuten nicht eine Aufrüstung, sondern ein Verlangen nach Abrüstung der anderen Staaten. Ich begrüße dabei noch einmal namens der Deutschen Regierung den weitausschauenden und richtigen Plan des italienischen Staatschefs, durch einen besonderen Pakt ein enges Vertrauens- und Arbeitsverhältnis der vier europäischen Großmächte England, Frankreich, Italien und Deutschland herzustellen.“

„Als dauernd diffamiertes Volk würde es uns auch schwerfallen, noch weiterhin dem Völkerbund anzugehören.“

## Reaktionen
Zum Beispiel kommentierte die hochangesehene britische Zeitung „The Times“ am folgenden Tag: „Gestern hat die Welt zum ersten Male den Staatsmann Hitler gesehen.“ In einem Brief an ihre Mutter schrieb die Ehefrau Lisa des Generals Wilhelm Keitel am 18. März: „Jede Rede von dem Mann ist ein Kunstwerk, so klar u. sachlich u. von einer hohen Warte aus, die man dem Mann nie zugetraut hätte.“ Präsident Roosevelt, der gut deutsch verstand, hatte einen Teil der im Radio übertragenen Rede gehört. Die deutsche Presse berichtete über eine positive Reaktion Roosevelts und der amerikanischen Presse. Daneben gab es auch kritische Stimmen in Hinsicht auf seine Glaubwürdigkeit, darunter die (heute aus vielen Geschichtsbüchern) bekannte Karikatur Hitlers mit Kanone und Friedenstaube.
Eine außenpolitische Reaktion stellte die Unterzeichnung des von Mussolini am 17. März angeregten Viererpakts zwischen Großbritannien, Frankreich, Italien und Deutschland am 15. Juli 1933 dar, der im Stil alter Großmächte den Völkerbund umging, wenn das Abkommen auch später nicht mehr ratifiziert worden ist. In den Genfer Verhandlungen wurden indes keine Fortschritte erreicht, vielmehr sollte Deutschland nach dem Vorschlag des britischen Außenministers John Simon im Oktober 1933 nochmals einer vierjährigen Beobachtung in Rüstungsfragen unterliegen, vor allem um die französische Sicherheit zu garantieren.

### Austritt aus dem Völkerbund am 14. Oktober 1933

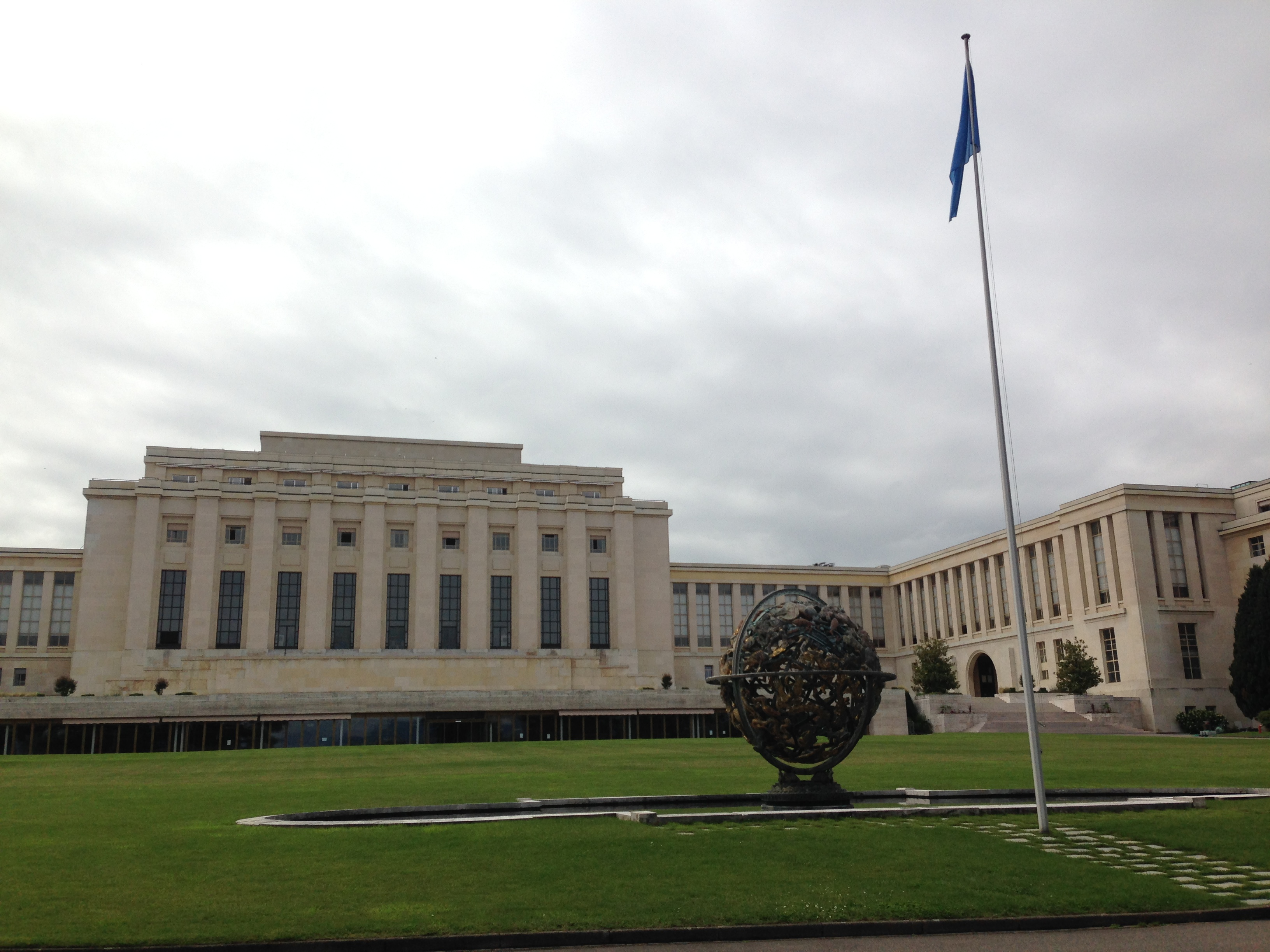
Völkerbundpalast in Genf

Mit der fortgesetzten Vorenthaltung einer gleichberechtigten deutschen Stellung im Völkerbund ließ sich für Hitler der Austritt rechtfertigen, der nach dem spektakulären Auszug der deutschen Delegation aus der Genfer Konferenz unmittelbar nach Simons Vortrag am 14. Oktober 1933 vollzogen wurde. Am Abend rechtfertigte er dies in einer vom Rundfunk ausgestrahlten längeren Rede, in der er wiederum den deutschen Friedenswillen hervorhob, doch habe man sich nun zwischen „Bruch oder Unehre“ entscheiden müssen. Die Aufmärsche in Deutschland dienten nur dem Kampf gegen den Kommunismus, stellten aber keine Gefahr für die Nachbarn dar. Zur propagandistischen Bestätigung dieses Schrittes ließ Hitler von Hindenburg den Reichstag erneut auflösen und eine Volksabstimmung am 12. November 1933 (symbolisch einen Tag nach dem Datum des Waffenstillstands 1918) durchführen, die mit einer Neuwahl des Reichstages verbunden wurde, zu der keine anderen Parteien als die NSDAP mehr zugelassen waren. Die nicht mehr freie Reichstagswahl November 1933 und die Volksabstimmung erbrachten die erwünschten hohen Zustimmungswerte aus allen sozialen Schichten und gesellschaftlichen Gruppen. Gestützt auf dieses Plebiszit stand Hitler als flexibler und höchst erfolgreicher Politiker da, den nun keine Fesseln mehr von der geplanten Aufrüstung abhielten.

### Friedensresolution mit Zustimmung der SPD und des Zentrums
Um eine breite Unterstützung dieser Position in Deutschland zu demonstrieren, legte Hitler dem Reichstag noch am 17. Mai 1933 eine „Friedensresolution“ zur Abstimmung vor (zum Text vgl. das Sitzungsprotokoll). Reichstagspräsident Göring ließ im Protokoll eine einstimmige Zustimmung vermerken, nachdem alle Abgeordneten aufgestanden waren und die Nationalhymne gesungen hatten. Zu diesem Zeitpunkt hatte Hitlers Koalition aus der Märzwahl 1933 eine klare Mehrheit im Reichstag, weil die oppositionellen Parteien bereits durch Inhaftnahme und Verfolgung kräftig dezimiert waren. Trotzdem entschloss sich die verbliebene Restfraktion der SPD um Paul Löbe nach heftiger Diskussion am 16. Mai, der Resolution zuzustimmen. Damit verwischte sie die klare Haltung, die die SPD bei der Abstimmung zum Ermächtigungsgesetz am 24. März gezeigt hatte. Auch das gemeinsame Agieren der Abgeordneten aller Fraktionen wirkte fatal. Besonders deswegen versuchte die Sopade, die im Prager Exil befindliche Gruppe führender SPD-Politiker, diesen Kurs der Gruppe um Löbe zu verhindern. Als das nicht gelungen war, standen die Beziehungen innerhalb der Partei vor dem Bruch, der nur durch das Verbot der SPD am 22. Juni 1933 gegenstandslos wurde. Für die Zustimmung der Zentrumspartei sorgte Exkanzler Brüning, der auch am 5. Mai 1933 wieder den Parteivorsitz übernommen hatte, in der trügerischen Hoffnung, weiter von Hitler in die Politik einbezogen zu werden. Die erzwungene Selbstauflösung der Partei am 5. Juli im Zusammenhang mit dem Konkordat 1933 erledigte dies.

## Einzelbelege
1. ↑  Joachim Fest: Hitler. Lizenzausgabe SPIEGEL-Verlag Hamburg 2007, ISBN 978-3-87763-031-0, S. 669.
2. ↑  So äußerte sich Hitler z. B. gegenüber dem deutschen Verhandlungsführer in Genf, dem Diplomaten Nadolny. Vgl. Rudolf Nadolny: Mein Beitrag, Wiesbaden 1955, S. 130f.
3. ↑  Max Domarus: Hitler. Reden und Proklamationen 1932–1945, Teil I, I. Bd. 1932–1934, 4. Aufl., Leonberg 1988, S. 269f. ISBN 978-0-86516-329-4.
4. ↑  Ronald D. Gerste: Roosevelt und Hitler: Todfeindschaft und totaler Krieg. Verlag Ferdinand Schöningh, 2011, ISBN 978-3-657-77088-5 (google.de [abgerufen am 10. März 2019]).
5. 1 2  Kommentar in The Times, abgedruckt in: Josef und Ruth Becker: Hitlers Machtergreifung. Dokumente vom Machtantritt Hitlers, dtv, München 1993, S. 309 ISBN 978-3-423-02938-4.
6. ↑  William L. Shirer: Aufstieg und Fall des Dritten Reiches. Köln/Berlin 1961, S. 207.
7. ↑  Karikatur in der New Yorker Zeitung The Nation im Mai 1933 von Georges Karikatur
8. ↑  Deutsche Welle: Kalenderblatt: Austritt aus dem Völkerbund. Der Spiegel, 14. Oktober 2007, abgerufen am 10. März 2019.
9. ↑  Text in: Max Domarus: Hitler. Reden und Proklamationen 1932–1945, Teil I, I. Bd. 1932–1934, 4. Aufl., Leonberg 1988, S. 308–314 ISBN 978-0-86516-329-4.
10. ↑  Volker Ullrich: „Als er ausgeredet hatte, kam das Schlimmste“. In: Kalenderblatt. Deutschlandfunk Kultur, 14. Oktober 2008, abgerufen am 10. März 2019.
11. ↑  Joachim Fest: Hitler. Lizenzausgabe SPIEGEL-Verlag Hamburg 2007, ISBN 978-3-87763-031-0, S. 671.